# László Ferenc (sportújságíró)
László Ferenc (Frici bácsi) (Kolozsvár, 1930. március 10. – Szeged, 2009.április 29.) sportújságíró, rádióriporter, szerkesztő.

## Élete és pályafutása
Tizenhárom évesen ő írta a sportcikkeket a Bethlenben szerkesztett Nyári közlöny vakációs újságban. Középiskolai tanulmányait a kolozsvári református kollégiumban végezte. A vegytan szakon eltöltött három év után véglegesen a sportújságírás mellett döntött. Később azonban oklevelet kértek a szakma gyakorlására, így 1967 és 1971 között elvégezte a marosvásárhelyi Pedagógiai Főiskola levelező tagozatán a román-magyar szakot. 1975-ben diplomát szerzett a Babeș–Bolyai Tudományegyetem magyar-német szakán.
A budapesti Népsport (a mai Nemzeti Sport) 1950-ben tudósítót keresett. László Ferenc első éves egyetemistaként megnyerte a pályázathirdetést, és 1989-ig a lap romániai tudósítójaként dolgozott. 1954-ben a kolozsvári Igazság (a Szabadság elődje) sajtólevelezőket keresett. Miután megtudták, hogy „Frici bácsi” a Népsportnak a tudósítója, felkérték, hogy vegye át a lap sportrovatát. A lap sportrovatvezetőjeként 1989-ig tevékenykedett.
Sportcikkeit, riportjait a Korunk, Dolgozó Nő, Előre, Ifjúmunkás, A Hét és más romániai lapok mellett a budapesti Népsport, az újvidéki Magyar Szó, a pozsonyi Új Szó is közölte. Az olimpiai játékok történetét az Előre (1956), a sportágakét a Napsugár gyermeklap (1964), a labdarúgó világbajnokság történetét (Németh Ernővel közösen) a Hargita, Szatmári Hírlap és Szabad Szó számára írta meg (1970) folytatásokban. Athéntól – Münchenig c. olimpiai összeállítását az Új Élet közölte (1971–72). A TETT sportszámában (1978/2) A századvég embere: homo movens c. alatt a tömegsportot vette szociológiai vizsgálat alá, s ugyanott Hajrá, technika! c. alatt a sporteszközök fejlődését mutatta be.
A Kolozsvári Rádió magyar szerkesztősége 1954-ben sportkommentátori versenyt rendezett, és tizenkét résztvevő közül őt választották meg sportriporternek. Nemsokára már a Bukaresti Rádiónak is tudósított. Pályafutása során sok híres sportolóval megismerkedett, interjút készített többek között az Aranycsapat tagjai közül Puskás Ferenccel, illetve Grosics Gyulával, továbbá az öttusázó olimpiai bajnok Balczó Andrással, és a kilencszeres asztalitenisz-világbajnok Sidó Ferenccel is. Jó barátja volt Szepesi Györgynek, az Aranycsapat tizenkettedik játékosának tekintett neves sportkommentátornak.
Hosszú ideig idegenvezetőként is dolgozott, 1976-ban a Kolozsváron megrendezett vízilabda Kárpátok Kupáján a magyar válogatott hivatalos tolmácsa és idegenvezetőjeként működött. 1989 decembere után a Szabadságon kívül sok más lapban jelentek meg írásai, többek között a Hargita Népében vagy a Korunkban.
1991-ben elveszítette bal lábát egy vonatbalesetben. 2001. március 15-én, 71 éves korában, pályafutása elismeréseként Aranytoll életmű-díjat vehetett át Budapesten a Magyar Újságírók Országos Szövetségének elnökségétől.
2007-től, rövid ideig a kolozsvári Paprika Rádió Sportlexikon című műsorát vezette. Román nyelven írott sport-esszéi a Tribuna, német nyelvű sporttörténeti összeállításai a Neue Banater Zeitung hasábjain jelentek meg. Sporttörténeti monográfiája, román-magyar-német sportszótára kéziratban.
Több sportot maga is aktívan űzött. 1947–1948-ban teniszezett a Kolozsvári CFR-nél. Emellett korcsolyázott, atlétizált, futballozott, asztaliteniszezett, kosárlabdázott. Tagja volt a Kolozsvári Vasas Sportegyesületnek, a Viktóriának és a Kolozsvári HSK-nak, 1953-ban pedig behívót kapott Kolozsvár kosárlabda-válogatottjába. 1953 és 1960 között vívott a Tudományban, majd a Dinamo Bukarestben.

## Társasági tagság
- Kolozsvári Öregdiákok Baráti Köre
- Magyar Újságírók Romániai Egyesülete (MÚRE)
- Kolozsvári Apáczai Csere Baráti Társaság

## Díjak, elismerések
- MÚRE rádiós nívódíja (1993)
- Aranytoll életműdíj (2001)